# Труборіз

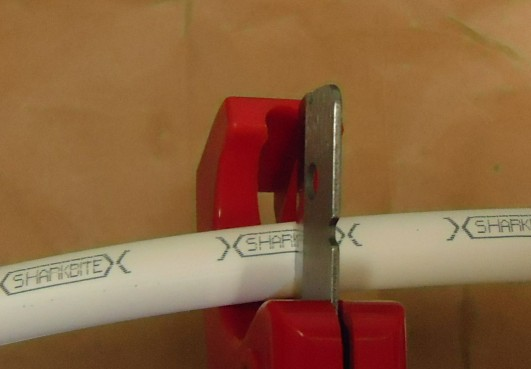
Труборіз для пластикових труб

Трубор́із (англ. Pipe cutter) — інструмент для розрізання труб. Труборізи дозволяють розрізати труби швидше та якісніше, ніж ручною ножівкою. Їх використання полегшує дотримання перпендикулярності до осі труби, розрізи мають рівніші краї із мінімальною кількістю задирок.

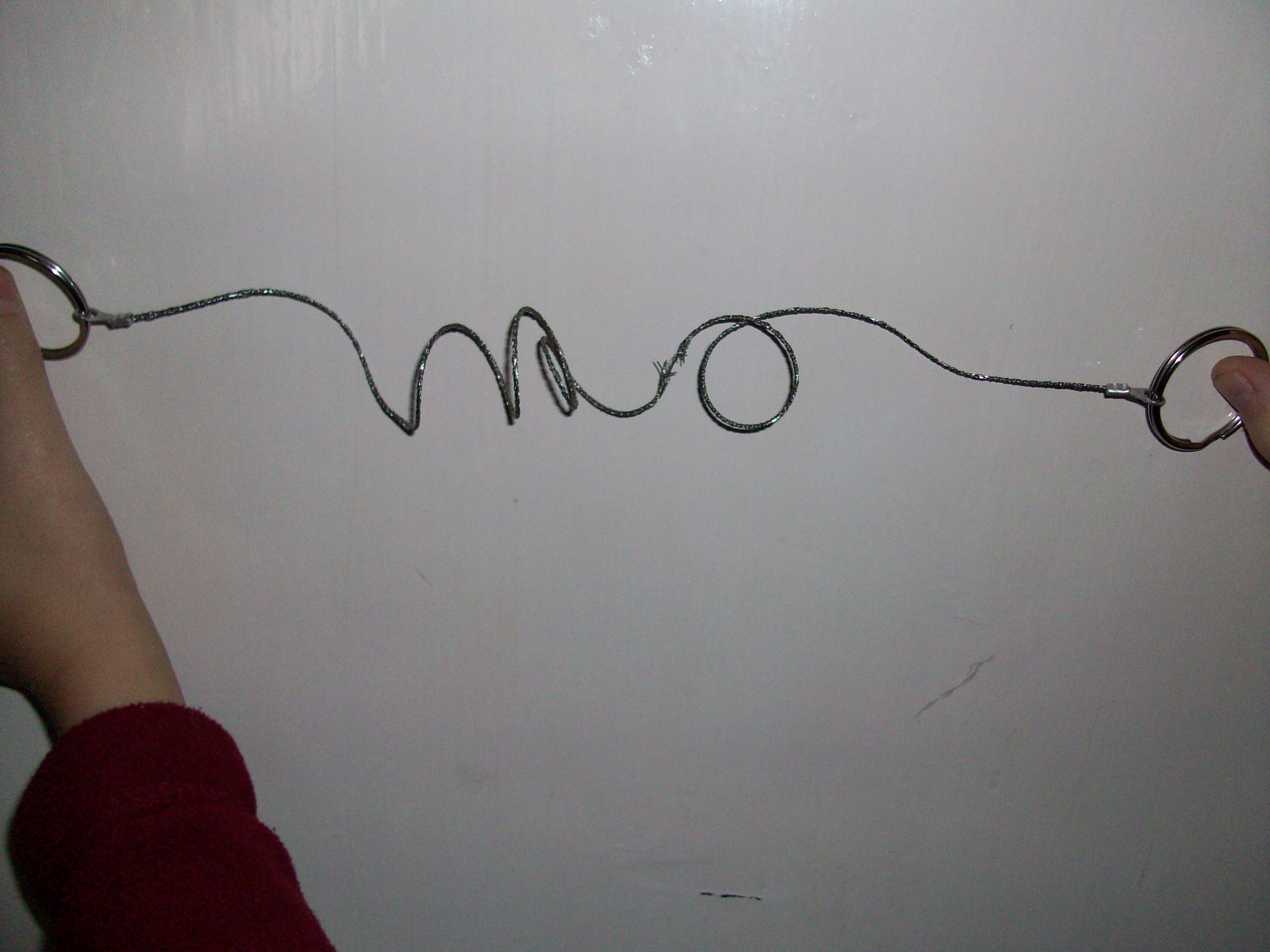
Розрізання гумових та пластикових труб можна виконати тросовою пилою

Основними факторами, що визначають конструкцію різака, є матеріал стінки труби та її товщина, вимоги до якості та швидкості різання .

## Труборізи для пластикових труб
Для розрізання пластику та металопластику використовується інструмент найпростішої конструкції, подібний до ножиць. Інструмент з храповим механізмом полегшує роботу з трубами великих товщини та діаметру і виконує розрізання за 3-5 стискань. Також відомі труборізи для пластикових та резинових труб у вигляді тросової пили.

## Різаки для труб із міді

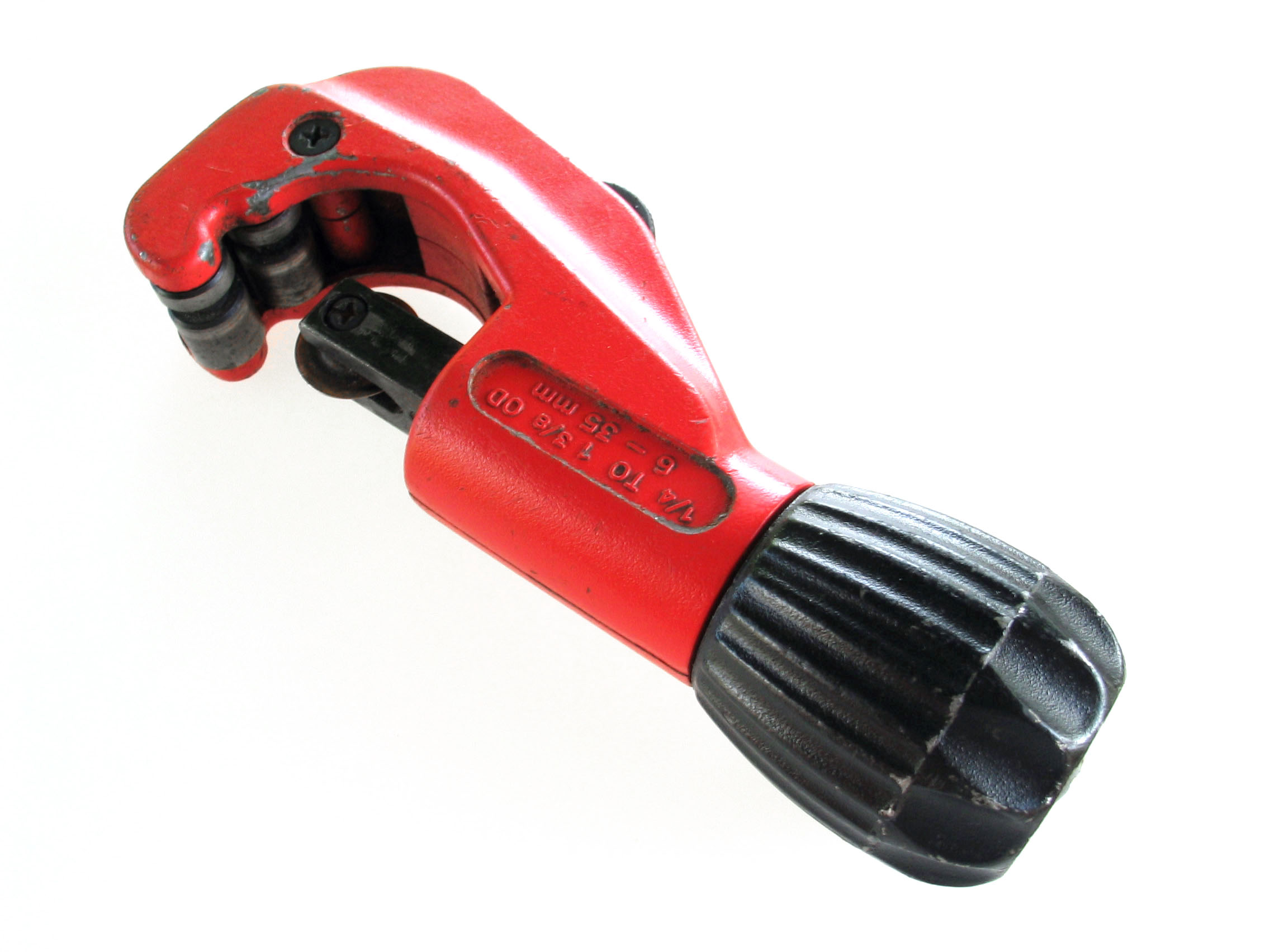
Труборіз для мідних, латунних та пластикових труб

Інструмент для розрізання мідних труб також може використовуватись для алюмінієвих, латунних і всіх типів пластикових труб. Різаки такого призначення оснащені круглим ріжучим лезом. Розташовані навпроти леза внутрішні валики допомагають обертати різак навколо трубки та виконувати розрізання без спіралі. Зазвичай інструмент дозволяє різання труб із нержавіючої сталі, але термін служби ріжучого колеса значно скорочується.

## Різаки для чавунних труб
Труборізи для чавуну також використовуються для труб із бетону та обпаленої глини. Зазвичай такий інструмент оснащений знімною ручкою, низькопрофільними ріжучими колесами та ланцюгом. Ланцюг обертається навколо труби та затягується вручну або за допомогою дрилі через механічну передачу, наприклад черв'ячну. При цьому леза, розташовані в ланцюзі, заглиблюються в матеріал труби до тих пір, поки вона не трісне. Обмежувач крутного моменту допомагає захистити інструмент від перевантаження. Такі різаки достатньо компактні і легкі, можуть працювати в щільних місцях..

## Перелік посилань
1. ↑  Trotsmans, Eugene. All You Need to Know About Tube Cutters (англ.) . Процитовано 31 січня 2019.
2. ↑  Powered Soil Pipe Cutter (англ.) . Процитовано 31 січня 2019.